# Птак, Александер
Александер Птак (пол. Aleksander Ptak; 4 ноября 1977, Валч, Польша) — польский футболист, вратарь.
Воспитанник клуба «Орёл» из родного города Валч. В 1996 году попал в «Белхатув» из одноимённого города. В чемпионате Польши дебютировал 5 июня 1996 года в выездном матче против краковского «Хутника» (0:1), Птак вышел в перерыве поменяв Збигнев Миллира. В команде выступал на протяжении девяти лет. В июле 2005 года перешёл в «Дискоболию» из города Гродзиск-Велькопольски, подписав двухлетний контракт. В команде стал обладателем Кубка Польши и Кубка Экстраклассы в сезоне 2006/07. Летом 2007 года перешёл в любинское «Заглембе». Сейчас Птак является капитаном «Заглембе» и основным вратарём. Выступает под 30 номером.

## Достижения
- Обладатель Кубка Польши (1): 2006/07
- Обладатель Кубка Экстраклассы (1): 2006/07